# Paradoxocladius mangoldi
Paradoxocladius mangoldi är en tvåvingeart som beskrevs av Harrison 2000. Paradoxocladius mangoldi ingår i släktet Paradoxocladius och familjen fjädermyggor. Inga underarter finns listade i Catalogue of Life.